# Rod Dixon
Pour les articles homonymes, voir Dixon.
Rodney Phillip « Rod » Dixon  (né le 13 juillet 1950 à Nelson) est un athlète néo-zélandais spécialiste des épreuves du 800 m au marathon. Licencié au Canterbury, il mesure 1,86 m pour 70 kg. Il est l'actuel détenteur du record de Nouvelle-Zélande du 15 kilomètres (43 min 13 s), du semi-marathon (1 h 02 min 12 s) et du marathon (2 h 08 min 59 s).

## Carrière

### Palmarès
| Date | Compétition                    | Lieu        | Résultat | Épreuve      | Performance     |
| ---- | ------------------------------ | ----------- | -------- | ------------ | --------------- |
| 1972 | Jeux olympiques d'été          | Munich      | 3e       | 1 500 mètres | 3 min 37 s 5    |
| 1973 | Championnats du monde de cross | Waregem     | 3e       | Cross long   | 36 min 00 s     |
| 1974 | Championnats de France         | Nice        | 1er      | 1 500 mètres | 3 min 42 s 8    |
| 1976 | Jeux olympiques d'été          | Montréal    | 4e       | 5 000 mètres | 13 min 25 s 50  |
| 1982 | Championnats du monde de cross | Rome        | 3e       | Cross long   | 34 min 01 s     |
| 1982 | Marathon d'Auckland            | Auckland    | 1er      | Marathon     | 2 h 11 min 21 s |
| 1983 | Marathon de New York           | New York    | 1er      | Marathon     | 2 h 08 min 59 s |
| 1984 | Jeux olympiques d'été          | Los Angeles | 10e      | Marathon     | 2 h 12 min 57 s |

### Records
| Épreuve              | Performance     | Lieu         | Date              |
| -------------------- | --------------- | ------------ | ----------------- |
| 800 mètres           | 1 min 47 s 6    |              |                   |
| 1 500 mètres         | 3 min 33 s 89   | Christchurch | 1974              |
| Mile                 | 3 min 53 s 62   | Stockholm    | 1975              |
| 3 000 mètres steeple | 8 min 29 s      |              |                   |
| 5 000 mètres         | 13 min 17 s 27  | Stockholm    | 1976              |
| 10 000 mètres        | 28 min 11 s 0   |              |                   |
| 15 kilomètres        | 43 min 13 s     | Alhambra     | 12 décembre 1981  |
| Semi-marathon        | 1 h 02 min 12 s | Philadelphie | 20 septembre 1981 |
| Marathon             | 2 h 08 min 59 s | New York     | 23 octobre 1983   |